# Chlorogomphus auratus
Chlorogomphus auratus is een echte libel (Anisoptera) uit de familie van de Chlorogomphidae.
De soort staat op de Rode Lijst van de IUCN als gevoelig, beoordelingsjaar 2007.
De wetenschappelijke naam van de soort werd in 1910 gepubliceerd door Martin.